# Interrégionaux Nord-Ouest de cross-country
Les Interrégionaux Nord-Ouest de cross-country sont l'une des neuf demi-finales des Championnats de France de cross-country. Il comprend les qualifiés issus des championnats régionaux de Bretagne, de Haute-Normandie et de Basse-Normandie. 

## Palmarès cross long hommes
- 2000 : Mohamed Serbouti
- 2001 : Mohamed Serbouti
- 2002 : Mohamed Serbouti
- 2003 : Mickaël Thomas
- 2004 : Loïc Letellier
- 2005 : Loïc Letellier
- 2006 : Vincent Siou
- 2007 : Mokhtar Benhari
- 2008 : Mokhtar Benhari
- 2009 : Mokhtar Benhari
- 2010 : Loïc Letellier
- 2011 : Mokhtar Benhari
- 2012 : Mokhtar Benhari
- 2013 : Loïc Letellier
- 2014 : Loïc Letellier
- 2015 : Mohamed Oubassour
- 2016 : Pierre Serel
- 2017 : François Leprovost
- 2018 : Marin Blondel
- 2019 : Florian Caro
- 2020 : Benoît Fanouillère

## Palmarès cross long femmes
- 2000 : Maryse Le Gallo
- 2001 : Rakiya Maraoui-Quetier
- 2002 : Sandra Levenez
- 2003 : Sandra Levenez
- 2004 : Maryse Le Gallo
- 2005 : Gwendoline Despres
- 2006 : Gaelle Le Calve
- 2007 : Sandra Levenez
- 2008 : Karine Pasquier
- 2009 : Sandra Levenez
- 2010 : Sandra Levenez
- 2011 : Hasna Tabboussi
- 2012 : Sandra Levenez
- 2013 : Maryline Pellen
- 2014 : Maryline Pellen
- 2015 : Aurore Guérin
- 2016 : Jacqueline Gandar
- 2017 : Aurore Guérin
- 2018 : Karine Pasquier
- 2019 : Aurore Guérin
- 2020 : Karine Pasquier